# 東京都立清瀬小児病院
東京都立清瀬小児病院（とうきょうとりつきよせしょうにびょういん）は、かつて東京都清瀬市に存在した医療機関。東京都が運営する病院（小児専門病院）であった。東京都災害拠点病院、地域周産期母子医療センターに指定されていた。

## 沿革
- 1948年11月1日 - 東京都立清瀬小児結核保養所として発足
- 1953年11月 - 東京都立清瀬小児療養所と改称
- 1958年 - 東京都立清瀬小児病院と改称
- 1965年11月 - 今後の施設運営について調査を委託していた病院管理研究所から「小児の総合的医療施設への転換が妥当」との答申を受ける
- 2010年2月28日 - 府中市に新設された東京都立小児総合医療センターに移転。
- 2010年3月1日 - 東京都立八王子小児病院・東京都立梅ヶ丘病院と統合、東京都立小児総合医療センターとして開設。
- 統合後の小児医療は、公立昭和病院・東京都保健医療公社多摩北部医療センターを中核病院とし、各市・医師会等の協力により担われる予定である。

## 診療科
小児内科系
- 総合診療科（一般内科）
- 呼吸器科
- 結核科
- 内分泌代謝科
- 新生児科（未熟児科）
- 循環器科
  - 川崎病外来（循環器科）
- 腎臓内科
- 血液腫瘍科
- 心療小児科
- 神経内科
- 神経科

小児外科系
- 外科
- 心臓血管外科
- 整形外科
- 泌尿器科
- 形成外科
- 皮膚科

その他
- 診療放射線科

## 施設指定
- 保険医療機関
- 労災保険指定医療機関
- 指定自立支援医療機関（更生医療・育成医療・精神通院医療）
- 身体障害者福祉法指定医の配置されている医療機関
- 生活保護法指定医療機関
- 結核指定医療機関
- 指定養育医療機関（未熟児医療）
- 災害拠点病院
- 小児救急医療拠点病院
- 臨床研修指定病院
- 臨床修練指定病院
- 指定療育機関
- 小児慢性特定疾患治療研究事業委託医療機関
- 地域周産期母子医療センター

## 併設施設
- 東京都立久留米特別支援学校清瀬分教室

## 会計
- 初診時に紹介状なしで受診した場合、保険外併用療養費が別途1,300円加算される。
- クレジットカードによる支払が可能。

## 交通アクセス
- 西武池袋線清瀬駅南口2番バス乗り場より西武バスで5分、「都立小児病院」(後に「梅園」へ改称)下車